# Leptotyphlops borrichianus
Leptotyphlops borrichianus är en kräldjursart som beskrevs av  Degerbøl 1923. Leptotyphlops borrichianus ingår i släktet Leptotyphlops och familjen Leptotyphlopidae. Inga underarter finns listade i Catalogue of Life.